# 巴克圖納 (密西西比州)
巴克圖納（英語：Buckatunna）是位於美國密西西比州韋恩縣的普查規定居民點。

## 歷史
巴克圖納的郵局自1860年營運至今。

## 人口
根據2020年美國人口普查的數據，巴克圖納的面積為16.10平方千米，當中陸地面積為16.02平方千米，而水域面積為0.08平方千米。當地共有人口383人，而人口密度為每平方千米23.79人。